# Мальованець аргентинський
Мальованець аргентинський (Nycticryptes semicollaris) — вид сивкоподібних птахів родини мальованцевих (Rostratulidae).

## Поширення
Вид поширений в південній частині Південної Америки (південь Бразилії, Парагвай, Уругвай, значна частина Аргентини, центральна частина Чилі). Мешкає в низинних прісноводних водно-болотних угіддях, включаючи вологі луки.

## Опис
Тіло завдовжки 19-23 см. Вага від 65 до 86 г. Голова і шия червонувато-коричневого забарвлення з білими смугами на скроні. Верхня частина тіла та крила сіро-коричневі з чорними та білими плямами. Черево біле. Самиця трохи більша та яскравіша від самця, але суттєво від нього не відрізняється. Дзьоб відносно довгий. На відміну від інших малюванцевих має перетинки між пальцями.

## Спосіб життя
Живе в затоплених рівнинах, в тому числі на водно-болотних угіддях, болотах, берегах озер, річок і струмків, вологих луках тощо. Поживу шукає у мулі та вологому пухкому ґрунті. Всеїдний. Поїдає комах, ракоподібних, молюсків, черв'яків та інших безхребетних і їх личинок, а також насіння та інший рослинний матеріал.

## Розмноження
Моногамний вид. Гніздування спостерігалося у липні-лютому. Чашоподібне гніздо будується з трави у заростях на березі водойм. У гнізді 2-3 яйця. Обидва батьки піклуються про пташенят.